# Giuseppe Elena
Pour les articles homonymes, voir Elena (homonymie).

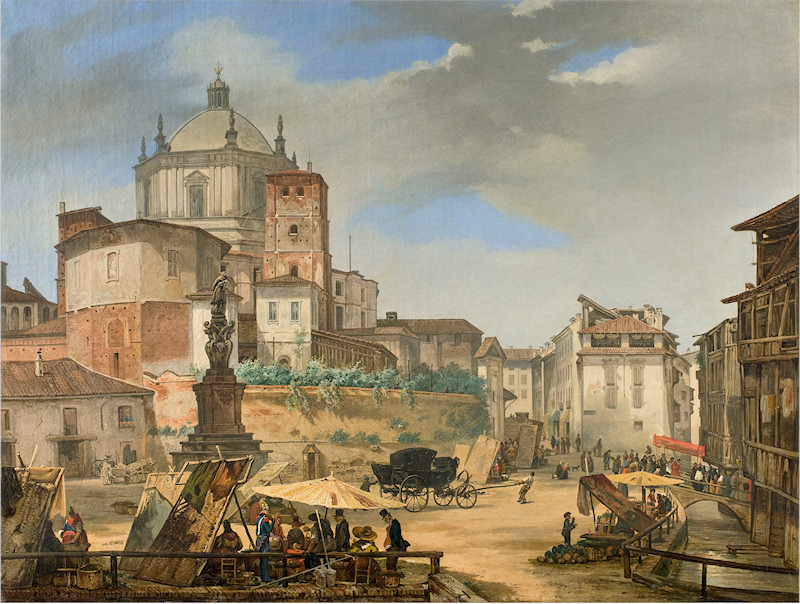
Veduta della piazza della Vetra en Milano, huile sur toile, 1833 (Fondazione Cariplo)

Giuseppe Elena (Codogno, 1801 - Milan, 1867) est un peintre et graveur italien.

## Biographie
Ayant quitté le séminaire pour se consacrer entièrement à la peinture, Elena étudie à l'Académie des beaux-arts de Brera dans les années 1820, se distinguant par son travail de miniaturiste et remportant en 1826 le prix de deuxième classe d'études de la figure. Il a obtenu une licence autorisant l'ouverture d'un atelier d'impression lithographique en 1827 et l'a exploité en tant qu'imprimeur autodidacte, peut-être en réponse à l'intérêt croissant pour cette technique de gravure qui s'était répandue rapidement parmi les membres de la Brera. En 1831, lorsque la boutique fut contrainte de fermer ses portes en raison d'une vive concurrence, l'artiste continua à travailler pour divers éditeurs, reproduisant des œuvres d'artistes célèbres de l'époque et des vues de la Lombardie d'après nature ou inspirées du quotidien. Les mêmes sujets — vues urbaines et scènes de genre — figuraient également dans ses peintures présentées aux expositions de Brera à partir de 1833. Il commence à écrire des critiques d'art en 1841 et travaille comme caricaturiste pour le périodique milanais L'Uomo di Pietra en 1858 et 1859.